# Aéroport de Mourmansk
L'aéroport Nicolas-II de Mourmansk (russe : Аэропорт Мурманск Николай II ou russe : Аэропорт Мурмаши Николай II (code OACI : MMK • code FAA : ULMM) est l'aéroport international de Mourmansk, en Russie. Il est situé près de la ville de Mourmachi dans la banlieue sud de Mourmansk, distant de 24 km à l'extérieur du centre-ville.

## Compagnies aériennes et destinations
| Compagnies                 | Destinations |
| -------------------------- | --- |
| Aeroflot                   | Moscou Chérémétiévo                                                                                              |
| Aeroflot opéré par Rossiya | Saint-Pétersbourg-Poulkovo                                                                                       |
| Azur Air                   | En saison charter : Antalya                                                                                      |
| Finnair                    | En saison charter : Helsinki-Vantaa                                                                              |
| Nordavia                   | Moscou-Domodédovo, Saint-Pétersbourg-Poulkovo En saison : Anapa, Kaliningrad-Khrabrovo, Simféropol, Sotchi-Adler |
| Nordwind Airlines          | En saison charter : Antalya, Héraklion-N. Kazantzákis                                                            |
| Orenburzhye                | Arkhangelsk-Talagi                                                                                               |
| Pegas Fly                  | En saison charter : Antalya                                                                                      |
| Pskovavia                  | Arkhangelsk-Talagi                                                                                               |
| Red Wings Airlines         | Moscou-Domodédovo, Saint-Pétersbourg-Poulkovo                                                                    |
| S7 Airlines                | Moscou-Domodédovo, Saint-Pétersbourg-Poulkovo                                                                    |
| Severstal Air Company      | Tcherepovets (en)                                                                                                |
| Utair                      | Moscou-Vnoukovo                                                                                                  |
| Yamal Airlines             | En saison : Simféropol                                                                                           |

Édité le 09/02/2018

## Accidents et incidents
Le 11 novembre 1965, le vol 99 Aeroflot s'est écrasé lors de l'approche sur l'aéroport de Mourmansk. Trente-deux des soixante-quatre passagers et membres d'équipage à bord ont été tués dans l'accident.